# Gloire (rivière)
La Gloire ou Rivière de Gloire est une rivière française de Normandie, affluent de la Douve en rive gauche, dans le département de la Manche.

## Géographie
La Rivière de Gloire prend sa source dans la commune de Saussemesnil et prend la direction de l'est. Elle vire vers le sud-ouest à la sortie du territoire de cette commune, limite le nord-ouest du territoire de Valognes et se joint aux eaux de la Douve à Négreville, après un parcours de 17,7 km dans le Cotentin.

## Bassin et affluents
Le bassin de la rivière de Gloire se situe au centre de la péninsule du Cotentin et y couvre 42 km2. Il avoisine à l'ouest le bassin d'autres affluents de la Douve (rivière de Rade et rivière de Claire), au nord-ouest celui de la Divette, au nord celui de la Saire et à l'est celui de la Sinope. Au sud-ouest, il est bordé par le bassin du Merderet, autre affluent de la Douve. Le confluent avec le fleuve côtier se situe au sud-ouest du bassin.
Aucun de ses affluents ne dépasse les 3 km.

## Communes traversées
La Gloire traverse ou borde les communes suivantes :
- Saussemesnil (source, traverse puis borde en rive gauche),
- Tamerville (borde en rive droite, puis traverse, puis borde en rive droite),
- Valognes (borde en rive gauche),
- Saint-Joseph (borde en rive droite, puis traverse),
- Négreville (traverse jusqu'au confluent).